# The Last Waltz
The Last Waltz ( L'últim vals o L'últim rock) és una pel·lícula dirigida el 1978 per Martin Scorsese. És un document sobre l'últim concert del grup de rock The Band, compost per Robbie Robertson, Rick Danko, Levon Helm, Garth Hudson i Richard Manuel. Aquest concert va tenir lloc a San Francisco (Califòrnia) el 26 de novembre de 1976.
La banda sonora, que inclou nombrosos artistes invitats amb qui The Band havia treballat prèviament o que havien influït en la seva música, suposa un exemple del concert, amb les cinc primeres cares dels tres LP's ocupades per l'event, i una última cara, "The Last Waltz Suite", amb cinc noves cançons i una nova versió de "The Weight". (En 2002, un set de quatre CDs titulat The Last Waltz inclouria més cançons, si bé no mostraria el concert complet.)
Igual que la música durant el llargmetratge, l'àlbum es troba sobreproduït en l'estudi, degut a nombroses errades durant el concert. Després la publicació de The Last Waltz, la formació clàssica de The Band se separaria, tornant a ajuntar-se novament sense Robertson per a la publicació d'altres tres treballs d'estudi.

## Llistat de cançons

### Disc u
1. "Theme from the Last Waltz" (Robertson) - 3:28
2. "Up on Cripple Creek" (Robertson) - 4:44
3. "Who do you love" (McDaniel) - 4:16
  - Amb Ronnie Hawkins
4. "Helpless" (Young) - 5:47
  - Amb Neil Young
5. "Stage fright" (Robertson) - 4:25
6. "Coyote" (Mitchell) - 5:50
  - Amb Joni Mitchell
7. "Dry your eyes" (Diamond/Robertson) - 3:57
  - Amb Neil Diamond; batería addicional de Dennis St. John
8. "It makes no difference" (Robertson) - 6:48
9. "Such a night" (Rebennack) - 4:00
  - Amb Dr. John
10. "The night they drove old Dixie Down" (Robertson) - 4:34
11. "Mystery Train" (Parker/Phillips) - 4:59
  - Amb Paul Butterfield
12. "Mannish Boy" (London/McDaniel/Morganfield) - 6:54
  - Amb Muddy Waters, Bob Margolin, Pinetop Perkins y Paul Butterfield
13. "Further on up the road" (Robey-Veasey) - 5:08
  - Amb Eric Clapton

### Disc dos
1. "The Shape I'm in" (Robertson) - 4:06
2. "Down South in New Orleans"* (Anglin/Anglin/Wright) - 3:06
  - Amb Bobby Charles i Dr. John
3. "Ophelia" (Robertson) - 3:53
4. "Tura Lura Lural (That's An Irish Lullaby)"* (Shannon) - 4:15
  - Amb Van Morrison i John Simon
5. "Caravan" (Morrison) - 6:02
  - Amb Van Morrison
6. "Life is a carnival"* (Danko/Helm/Robertson) - 4:32
7. "Baby, let me follow you down" (Davis) - 3:00
  - Amb Bob Dylan
8. "I don't believe you (she acts like we never have met)"* (Dylan) - 3:23
  - Amb Bob Dylan
9. "Forever Young" (Dylan) - 4:42
  - Amb Bob Dylan
10. "Baby, let me follow you down (reprise)" (Davis) - 2:46
  - Amb Bob Dylan
11. "I shall be released" (Dylan) - 3:53 / Jam - 1:29
  - Amb tots els invitats i amb l'addició de Ringo Starr i Ron Wood
12. "The Last Waltz Suite: The Well"* (Robertson) - 3:27
13. "The Last Waltz Suite: Evangeline" (Robertson) - 3:17
  - Amb Emmylou Harris
14. "The Last Waltz Suite: Out of the blue"* (Robertson) - 3:03
15. "The Last Waltz Suite: The Weight" (Robertson) - 4:38
16. "The Last Waltz Suite: The Last Waltz Refrain"* (Robertson) - 1:28
17. "The Last Waltz Suite: Theme from The Last Waltz" (Robertson) - 3:22

* Cancions no incloses en la pel·lícula

## Músics

### The Band
- Rick Danko: baix, violí y veu
- Levon Helm: bateria, mandolina i veu
- Garth Hudson: òrgan, acordeó, sintetitzadors i secció de vient
- Richard Manuel: piano, bateria, òrgan, clavinet, teclats, dobro i veu
- Robbie Robertson: guitarra, piano i veu

### Secció de vent
- Rich Cooper: trompeta i fliscorno
- James Gordon: flauta, saxòfon tenor i clarinet
- Jerry Hay: trompeta i fliscorno
- Howard Johnson: tuba, saxòfon barítono, fliscorno i clarinet baix
- Charlie Keagle: clarinete, flauta i saxòfons alts, tenor i soprano
- Tom Malone: trombó, bombardí, flauta i trombó baix
- Larry Packer: violí elèctric
- Henry Glover, Garth Hudson, Howard Johnson, Tom Malone, John Simon i Allen Toussaint: arreglos

### Invitats
- Paul Butterfield: armònica i veu
- Bobby Charles: veu
- Eric Clapton: guitarra i veu
- Neil Diamond: guitarra i veu
- Dr. John: piano, guitarra, conga i veu
- Bob Dylan: guitarra i veu
- Emmylou Harris: guitarra i veu
- Ronnie Hawkins: veu
- Alison Hormel: cors
- Bob Margolin: guitarra
- Joni Mitchell: guitarra i veu
- Van Morrison: veu
- Pinetop Perkins: piano
- Dennis St. John: bateria
- John Simon: piano
- Cleotha Staples: cors
- Mavis Staples: cors
- Roebuck "Pops" Staples: guitarra i cors
- Yvonne Staples: cors
- Ringo Starr: bateria
- Muddy Waters: veu
- Ron Wood: guitarra
- Neil Young: guitarra, armònica i veu

## Llistat d'èxits
| País         | Llistes          | Llistes            | Llistes      | Ventes |
|              | Posició més alta | Setmanes en llista | Certificació |        |
| ------------ | ---------------- | ------------------ | ------------ | ------ |
| Noruega      | 15               | 3                  |              |        |
| Estats Units | 16               |                    |              |        |
| Àustria      | 23               | 4                  |              |        |
| Suècia       | 24               | 5                  |              |        |
| Regne Unit   | 39               |                    |              |        |